# Vilje Kolo
Vilje Kolo (en serbe cyrillique : Виље Коло) est un village de Serbie situé sur le territoire de la Ville de Leskovac, district de Jablanica. Au recensement de 2011, il comptait 4 habitants.

## Démographie
| 1948 | 1953 | 1961 | 1971 | 1981 | 1991 | 2002 | 2011 |
| ---- | ---- | ---- | ---- | ---- | ---- | ---- | ---- |
| 106  | 114  | 125  | 121  | 57   | 29   | 11   | 4    |

|  |